# 新海英行
新海 英行（しんかい ひでゆき、1938年11月2日 - 2024年3月6日）は、日本の教育学者。教育学博士。名古屋大学名誉教授。

## 略歴
愛知県半田市生まれ。阿久比町出身。1962年名古屋大学教育学部卒、中部鋼鈑に勤務、1967年大学院に入り、1972年同博士課程満期退学。2001年「現代ドイツ民衆教育史研究 ヴァイマル期民衆大学の成立と展開」で、教育学博士の学位を取得。
香川大学教育学部講師、1976年名古屋大学教育学部助教授、教授、2002年定年退官、名誉教授、2002年愛知学院大学総合政策学部教授、2008年名古屋柳城短期大学学長となる。2016年退任。
2024年3月6日に腎不全のため死去。85歳没。

## 著書
- 『子ども・青年の生活と教育 「生活台」に立つ教育改革を求めて』大学教育出版 1993
- 『現代社会教育の軌跡と展望 生涯にわたる学習権保障の視点から』大学教育出版 1999
- 『現代ドイツ民衆教育史研究 ヴァイマル期民衆大学の成立と展開』日本図書センター 2004

### 共編
- 『GHQの社会教育政策 成立と展開』 (日本占領と社会教育) 小川利夫共編 大空社 1990
- 『新社会教育講義』小川利夫共編 大空社 1991
- 『日本占領と社会教育 資料と解説』(日本占領と社会教育)小川利夫共編. 大空社 1991
- 『社会教育基本文献資料集成 別巻 近代日本社会教育論の探究 基本文献資料と視点』小川利夫共編 大空社 1992
- 『近代日本社会教育論の探究 基本文献資料と視点』小川利夫共編 大空社 1994
- 『現代の高校教育改革 日本と諸外国』寺田盛紀, 的場正美共編 大学教育出版 1998
- 『社会・生涯教育文献集 1』全10巻 牧野篤,片岡弘勝共編 日本図書センター 1999
- 『在日外国人の教育保障 愛知のブラジル人を中心に』加藤良治,松本一子共編 大学教育出版 2001
- 『現代世界の生涯学習』牧野篤共編著 大学教育出版 2002
- 『現代日本社会教育史論』編 日本図書センター 2002
- 『生涯学習概説』(図書館情報学の基礎)竹市良成共編 勉誠出版 2003
- 『世界の生涯学習 現状と課題』松田武雄共編著 大学教育出版 2016

### 翻訳
- J.M.ネルソン『占領期日本の社会教育改革』(日本占領と社会教育)監訳 大空社 1990
- マーガレット T.ホッジェン『英国労働者教育史』監訳, 英国成人教育史研究会訳 大学教育出版 2015

## 論文
- <新海英行